# Chiến tranh Ấn Độ – Pakistan 1965
Chiến tranh Ấn Độ-Pakistan năm 1965 là cực điểm của các xung đột diễn ra trong khoảng thời gian từ tháng 4 năm 1965 đến tháng 9 năm 1965 giữa Pakistan và Ấn Độ. Cuộc xung đột bắt đầu sau chiến dịch Gibraltar của Pakistan, nhằm mục tiêu đưa các lực lượng thâm nhập vào Jammu và Kashmir để thúc đẩy một cuộc nổi dậy chống lại sự quản lý của Ấn Độ. Ấn Độ đã trả đũa bằng cách phát động một cuộc tấn công quân sự toàn diện vào Tây Pakistan. Cuộc chiến kéo dài mười bảy ngày đã gây ra hàng ngàn thương vong cho cả hai bên và có số lượng lớn nhất của xe bọc thép xe tăng lớn nhất tham chiến kể từ thế chiến II. Sự thù địch giữa hai nước chấm dứt sau đình chiến theo lệnh của Liên Hợp Quốc được tuyên bố sau sự can thiệp ngoại giao của Liên Xô và Hoa Kỳ, và sau đó ban hành tuyên bố Tashkent. Phần lớn cuộc chiến là giữa các lực lượng lục quân của hai nước trong Kashmir và dọc theo biên giới giữa Ấn Độ và Pakistan. Cuộc chiến này đã chứng kiến sự gia tăng quân số lớn nhất ở Kashmir kể từ phân chia Ấn Độ năm 1947, một con số chỉ xếp sau cuộc xung đột quân sự năm 2001-2002 giữa Ấn Độ và Pakistan. Hầu hết các trận chiến đã được chiến đấu diễn ra giữa các đơn vị bộ binh và xe bọc thép, với sự hậu thuẫn đáng kể từ các lực lượng không quân và các hoạt động hải quân. Nhiều chi tiết về cuộc chiến này, giống như những cuộc chiến khác chiến tranh Ấn Độ-Pakistan, vẫn còn chưa rõ ràng.
Ấn Độ đã được ưu thế hơn hẳn Pakistan khi lệnh ngừng bắn được tuyên bố. 
Mặc dù hai nước đã chiến đấu để giành chiến thắng, cuộc xung đột được coi là một thất bại chiến lược và chính trị đối với Pakistan, vì nước này đã không thành công trong cuộc nổi dậy ở Kashmir cũng như không thể có được sự hỗ trợ có ý nghĩa ở cấp độ quốc tế.